# Pedro Betancur
El germà Pedro de San José Betancur (Vilaflor, Tenerife, 21 de març de 1626 - Antigua, Guatemala, 25 d'abril de 1667), anomenat Hermano Pedro o Pedro de Vilaflor, va ésser un frare terciari canari, missioner a Guatemala i fundador de l'Orde dels Germans de Betlem. És venerat com a sant per l'Església catòlica, conegut com a el Francesc d'Assís d'Amèrica. És el primer sant natiu a les Canàries. Com que va realitzar la seva tasca missionera i pastoral en terres americanes, és considerat també com el primer sant de Guatemala i el primer sant de Centreamèrica.

## Biografia
Va néixer a Vilaflor (illa de Tenerife), fill d'Amador González Betancur i Ana García. Va rebre una educació cristiana i era molt devot; ja de jove es retirava sovint a una cova prop d'El Médano (a Granadilla de Abona), anomenada avui Cueva del Hermano Pedro, on pregava i meditava. Va treballar com a pastor fins als 24 anys, i en 1649 va marxar a Amèrica, esperant trobar-hi un parent que treballava com a funcionari a Guatemala. En arribar a l'Havana (Cuba), no tenia diners i hi treballà per guanyar-ne, podent marxar cap a la capital de Guatemala, Santiago de los Caballeros (avui Antigua Guatemala), l'any següent.
En arribar, no tenia cap recurs i va recórrer a la caritat dels franciscans, però va caure malalt. En recuperar-se, va voler fer-se prevere i anà al col·legi jesuïta de San Francisco de Borja, però no podia adquirir els materials necessaris per estudiar i va haver de deixar-ho. El 1656, va fer-se terciari franciscà al convent de San Francisco d'Antigua i prengué el nom de Pedro de San José.
Visitava hospitals, presons, gent necessitada i joves sense recursos; veient la necessitat que hi havia, va voler obrir un lloc on acollir i tenir cura d'aquestes persones. Tres anys després, va obrir un hospital destinat a malalts pobres. De mica en mica, s'hi afegiren un refugi per a gent sense casa, una escola per als pobres, una infermeria, oratori i residència de sacerdots que estiguessin de pas. Els seus mètodes d'instrucció van ésser innovadors i esdevingué el primer alfabetitzador d'Amèrica. Recordant la pobresa de Maria, que no va trobar lloc on infantar, va anomenar la casa Hospital de Nuestra Señora de Belén. Aviat rebé altres terciaris que volien col·laborar-hi, també dones que volien ensenyar als nens, i Pere va escriure una regla per ordenar el funcionament de la comunitat. Això portà a l'establiment d'un nou orde religiós: l'Orde dels Germans de la Mare de Déu de Betlem, que fou reconeguda i aprovada per la Santa Seu.
Va escriure algunes obres: Instrucción al hermano De la Cruz, Corona de la Pasión de Jesucristo nuestro bien o Reglas de la Confraternidad de los Betlemitas.
Va morir a l'Antigua Guatemala als 41 anys, en olor de santedat.

## Veneració
El procés de canonització s'inicià en 1698; el 25 de juliol de 1771, Climent XIV el declarà venerable. La supressió de l'orde betlemita el 1820 i la manca de recursos van endarrerir la causa, que va quedar aturada. El 1974, se sol·licità a Pau VI la beatificació de cinc venerables, entre ells Pere de Betancur, per la via de la fama miraculorum, procediment extraordinari. Finalment, el 22 de juny de 1980 va ésser beatificat per Joan Pau II al Vaticà. En 2002, en un viatge a Guatemala, Joan Pau II el canonitzà en una cerimònia a San Francisco d'Antigua, on és enterrat el sant.

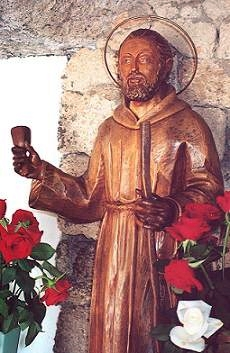
Talla a la Cueva del Hermano Pedro (Tenerife)
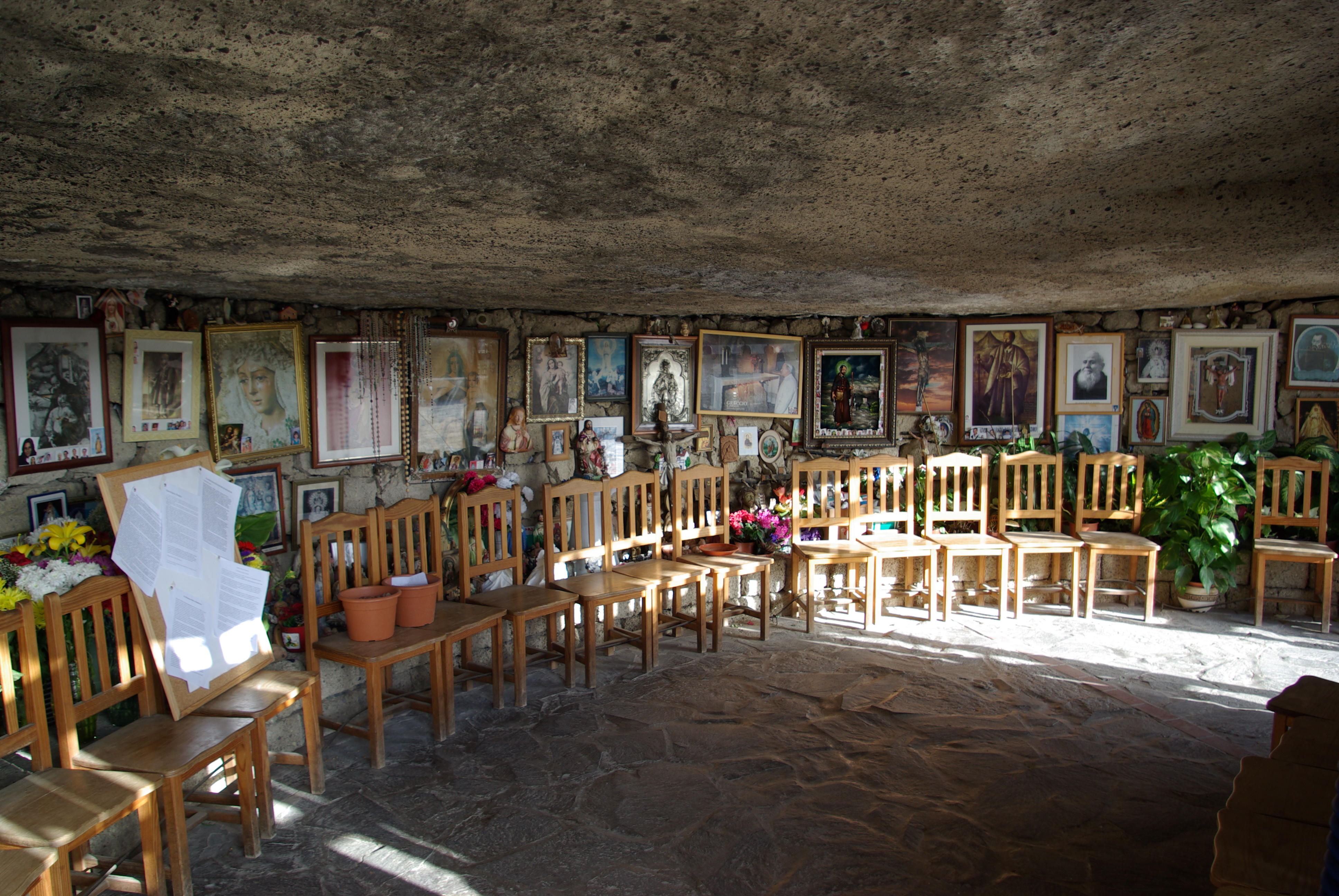
Cueva del Hermano Pedro (Tenerife)
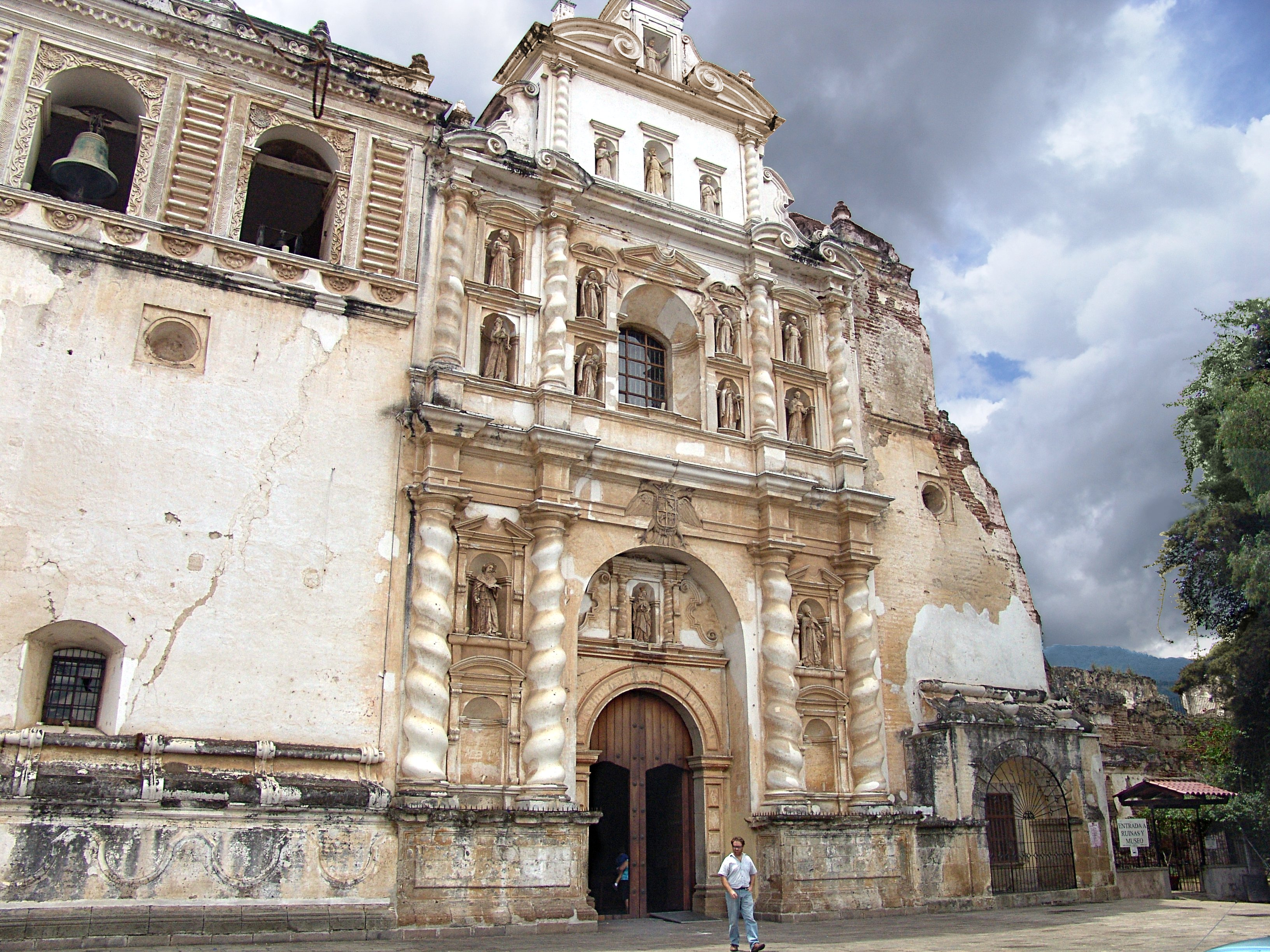
Església de S. Francisco d'Antigua, lloc d'enterrament del sant
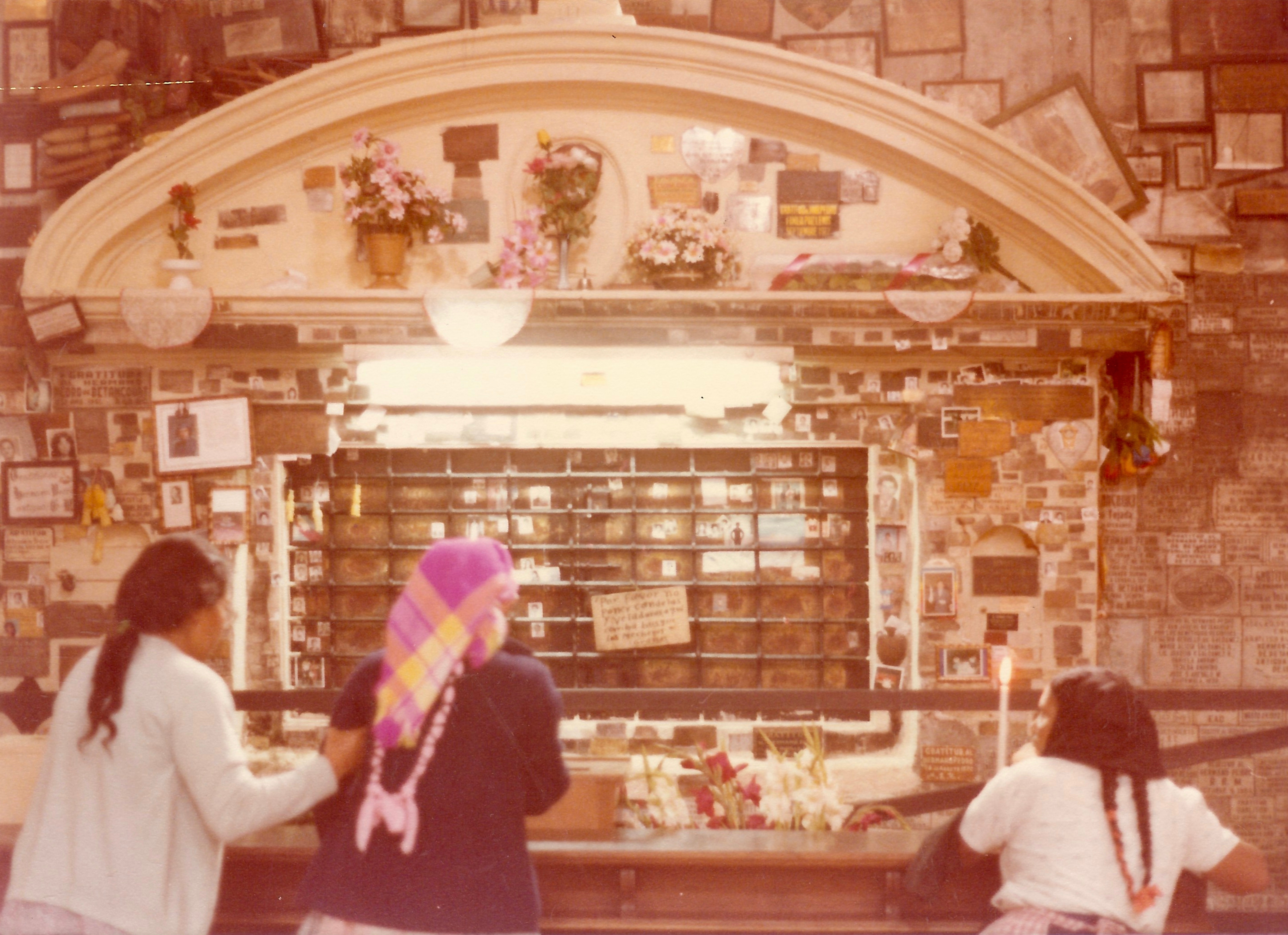
Tomba del sant, a la Cripta del Hermano Pedro (S. Francisco)